# São João Baptista de Airão
São João Baptista de Airão (llamada oficialmente Airão (São João Baptista)) era una freguesia portuguesa del municipio de Guimarães, distrito de Braga.

## Historia
Fue suprimida el 28 de enero de 2013, en aplicación de una resolución de la Asamblea de la República portuguesa promulgada el 16 de enero de 2013 al unirse con las freguesias de Santa Maria de Airão y Vermil, formando la nueva freguesia de Airão Santa Maria, Airão São João e Vermil.